# Telescopio Carlsberg Meridian

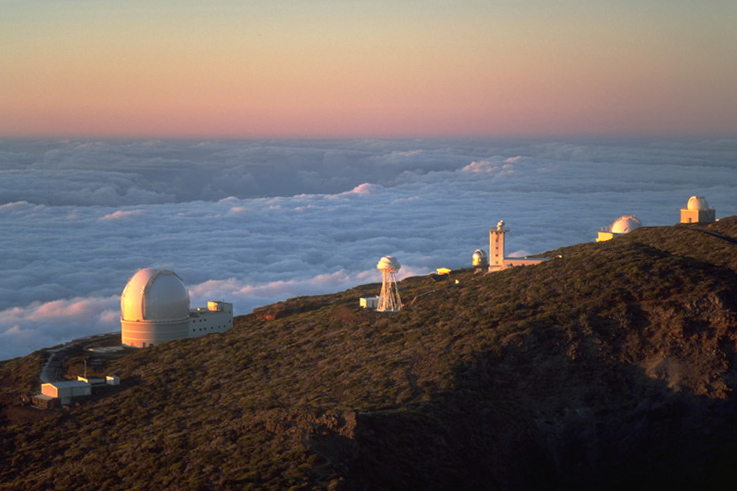
El Carlsberg Meridian en el Observatorio del Roque de los Muchachos, isla de la Palma, Instituto de Astrofísica de Canarias.

El Telescopio Meridiano de Carlsberg (anteriormente conocido como el Círculo de Meridianos Automáticos de Carlsberg) se encuentra en el Observatorio del Roque de los Muchachos en las Islas Canarias. Es un círculo meridiano que se dedica a realizar astrometría óptica de alta precisión. Ahora está fuera de servicio y su última noche de observación fue el 1 de septiembre de 2013.
- Datos: Q5042884